# Jerusa Geber Santos
Jerusa Geber dos Santos (Rio Branco, 26 aprile 1982) è un'atleta paralimpica brasiliana che gareggia nella categoria T11 (non vedenti).

## Biografia
Affetta da cataratta congenita, è stata operata a quattro anni, ma a otto ha cominciato a soffrire di glaucoma e ha perso definitivamente la vista a 18 anni. Si è dedicata all'atletica leggera paralimpica e ha cominciato a competere nel 2005.
Ha partecipato a tre edizioni dei Giochi paralimpici estivi, nel 2008 a Pechino, nel 2012 a Londra e nel 2016 a Rio de Janeiro. Si è inoltre fatta onore in varie edizioni di Campionati mondiali e Giochi parapanamericani. Durante le Paralimpiadi di Londra, nei 100 e nei 200 metri piani, ha conquistato l'argento dietro alla connazionale Terezinha Guilhermina, e davanti alla brasiliana Jhulia Santos e alla cinese Juntingxian Jia. Ma nella sua patria, ai Giochi di Rio de Janeiro 2016, non ha raggiunto alcuna finale.
La ripresa è avvenuta con l'oro ai Mondiali 2019 a Dubai e un duplice oro ai parapanamericani di Lima. È seguita un'accurata preparazione per le Paralimpiadi di Tokyo 2020. Il rinvio dell'evento e le complicate condizioni di allenamento dovute alla pandemia di COVID-19, hanno costretto l'atleta a ricorrere in parte a mezzi di fortuna, pur di continuare la sua preparazione atletica.
Nella finale delle Paralimpiadi di Tokyo, dopo aver conquistato il bronzo nei 200 metri, non completa la gara dei 100 metri, nella quale partiva favorita, a causa della rottura del cordino con cui era legata alla sua guida, Gabriel dos Santos Garcia. Tre anni dopo, invece, vince la medaglia d'oro sia nei 100 metri piani sia nella doppia distanza alle Paralimpiadi di Parigi.

## Palmarès
| Anno | Manifestazione          | Sede           | Evento          | Risultato | Prestazione | Note                                     |
| ---- | ----------------------- | -------------- | --------------- | --------- | ----------- | ---------------------------------------- |
| 2008 | Giochi paralimpici      | Pechino        | 100 m piani T11 | Batteria  | 13"16       |                                          |
| 2008 | Giochi paralimpici      | Pechino        | 200 m piani T11 | Bronzo    | 26"09       |                                          |
| 2011 | Mondiali paralimpici    | Christchurch   | 100 m piani T11 | Argento   | 12"52       | Miglior prestazione personale stagionale |
| 2011 | Mondiali paralimpici    | Christchurch   | 200 m piani T11 | Argento   | 26"98       |                                          |
| 2011 | Mondiali paralimpici    | Christchurch   | 4×100 m T11-13  | Oro       | 50"51       | [ 4 ]                                    |
| 2011 | Giochi parapanamericani | Guadalajara    | 100 m piani T11 | Argento   |             |                                          |
| 2011 | Giochi parapanamericani | Guadalajara    | 200 m piani T11 | Argento   |             |                                          |
| 2012 | Giochi paralimpici      | Londra         | 100 m piani T11 | Argento   | 12"75       |                                          |
| 2012 | Giochi paralimpici      | Londra         | 200 m piani T11 | Argento   | 26"32       |                                          |
| 2013 | Mondiali paralimpici    | Lione          | 100 m piani T11 | Argento   | 12"80       |                                          |
| 2013 | Mondiali paralimpici    | Lione          | 200 m piani T11 | Argento   | 26"45       |                                          |
| 2015 | Mondiali paralimpici    | Doha           | 100 m piani T11 | Argento   |             |                                          |
| 2015 | Mondiali paralimpici    | Doha           | 400 m piani T11 | 4ª        |             |                                          |
| 2015 | Giochi parapanamericani | Toronto        | 100 m piani T11 | Bronzo    |             |                                          |
| 2015 | Giochi parapanamericani | Toronto        | 400 m piani T11 | Bronzo    |             |                                          |
| 2016 | Giochi paralimpici      | Rio de Janeiro | 100 m piani T11 | Batteria  | 12"23       |                                          |
| 2016 | Giochi paralimpici      | Rio de Janeiro | 200 m piani T12 | Batteria  | 25"76       |                                          |
| 2019 | Mondiali paralimpici    | Dubai          | 100 m piani T11 | Oro       | 11"80       |                                          |
| 2019 | Giochi parapanamericani | Lima           | 100 m piani T11 | Oro       |             |                                          |
| 2019 | Giochi parapanamericani | Lima           | 200 m piani T11 | Oro       |             |                                          |
| 2021 | Giochi paralimpici      | Tokyo          | 200 m piani T11 | Bronzo    | 25"19       |                                          |
| 2023 | Mondiali paralimpici    | Parigi         | 100 m piani T11 | Oro       | 11"86       | Record dei campionati                    |
| 2023 | Mondiali paralimpici    | Parigi         | 200 m piani T11 | Oro       | 24"63       | Record dei campionati                    |
| 2024 | Giochi paralimpici      | Parigi         | 100 m piani T11 | Oro       | 11"83       |                                          |
| 2024 | Giochi paralimpici      | Parigi         | 200 m piani T11 | Oro       | 24"51       | =                                        |